# Prosencèfal
El terme prosencèfal és una categorització de desenvolupament, i es correspon al cervell.